# Lexus RC
Lexus RC – luksusowy samochód osobowy o nadwoziu coupé marki Lexus produkowany przez koncern Toyota Motor Company w latach 2014–2025. Pojazd zadebiutował podczas targów motoryzacyjnych w Tokio w listopadzie 2013 roku. W 2018 samochód przeszedł facelifting. Auto otrzymało nowe lampy nawiązujące wyglądem do stylistyki większego Lexusa LC, zmienione wloty powietrza, a także dodatkowe ulepszenia zawieszenia i układu kierowniczego. 

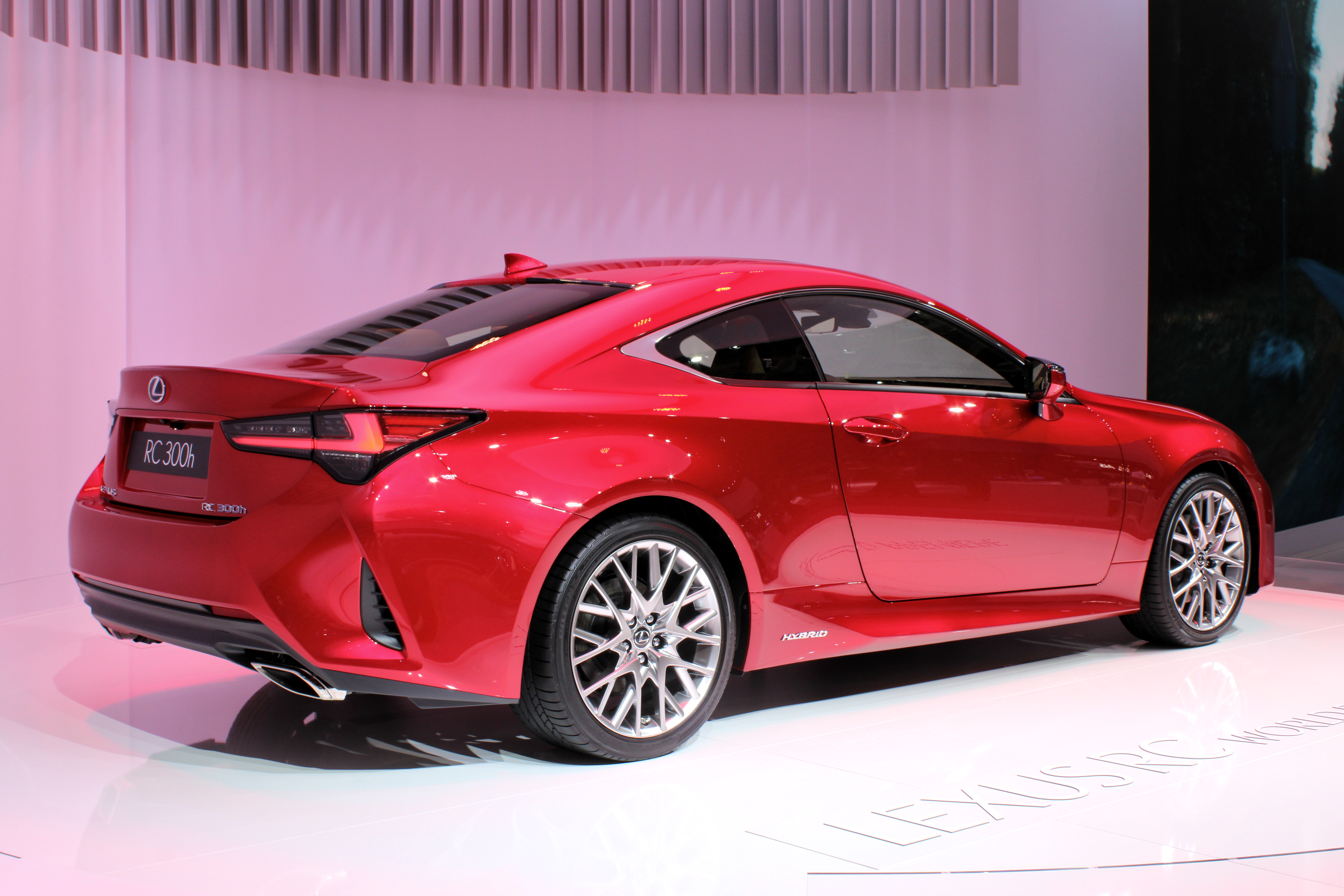
Tył Lexusa RC

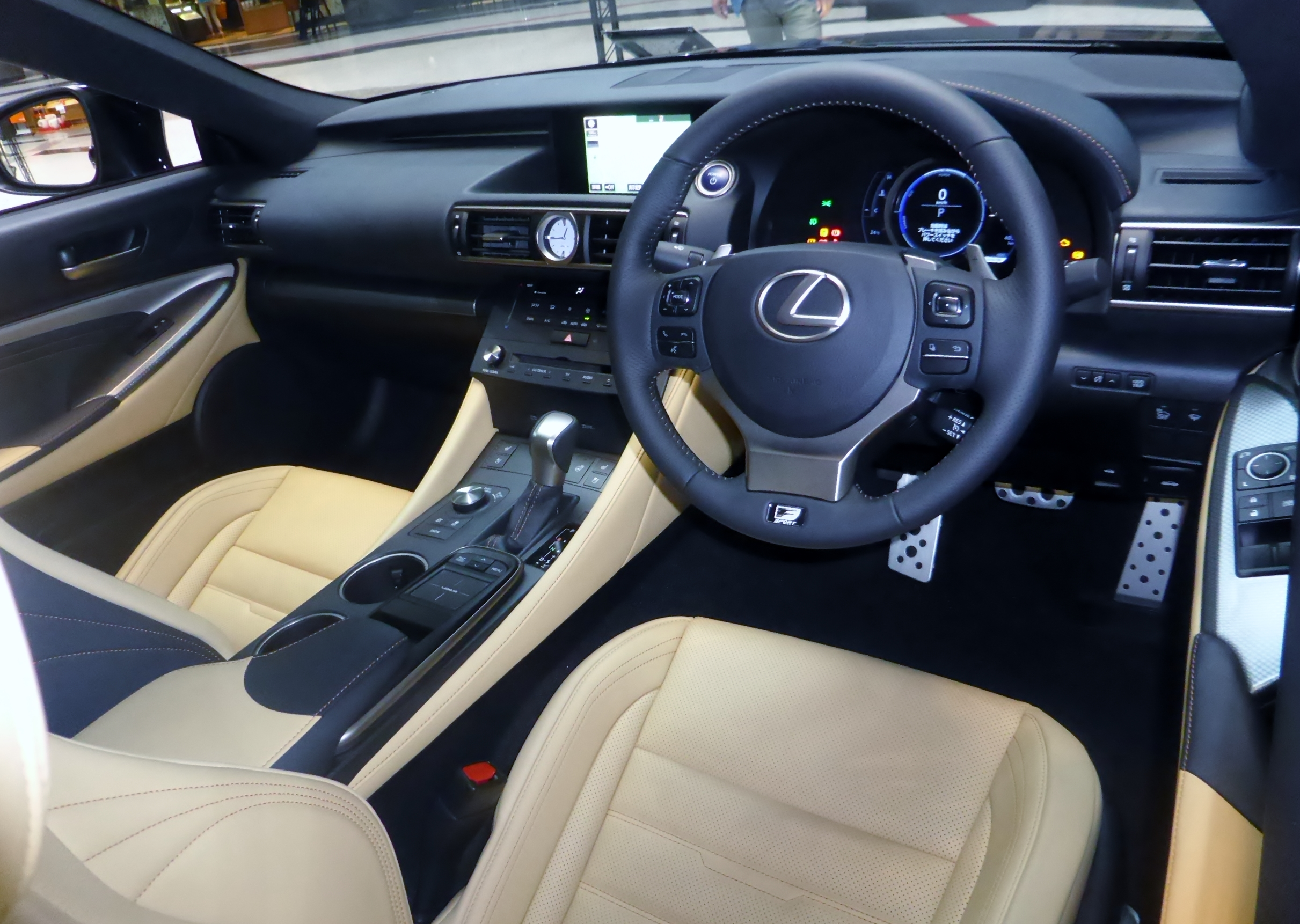
Wnętrze RC 300h F SPORT (2015)

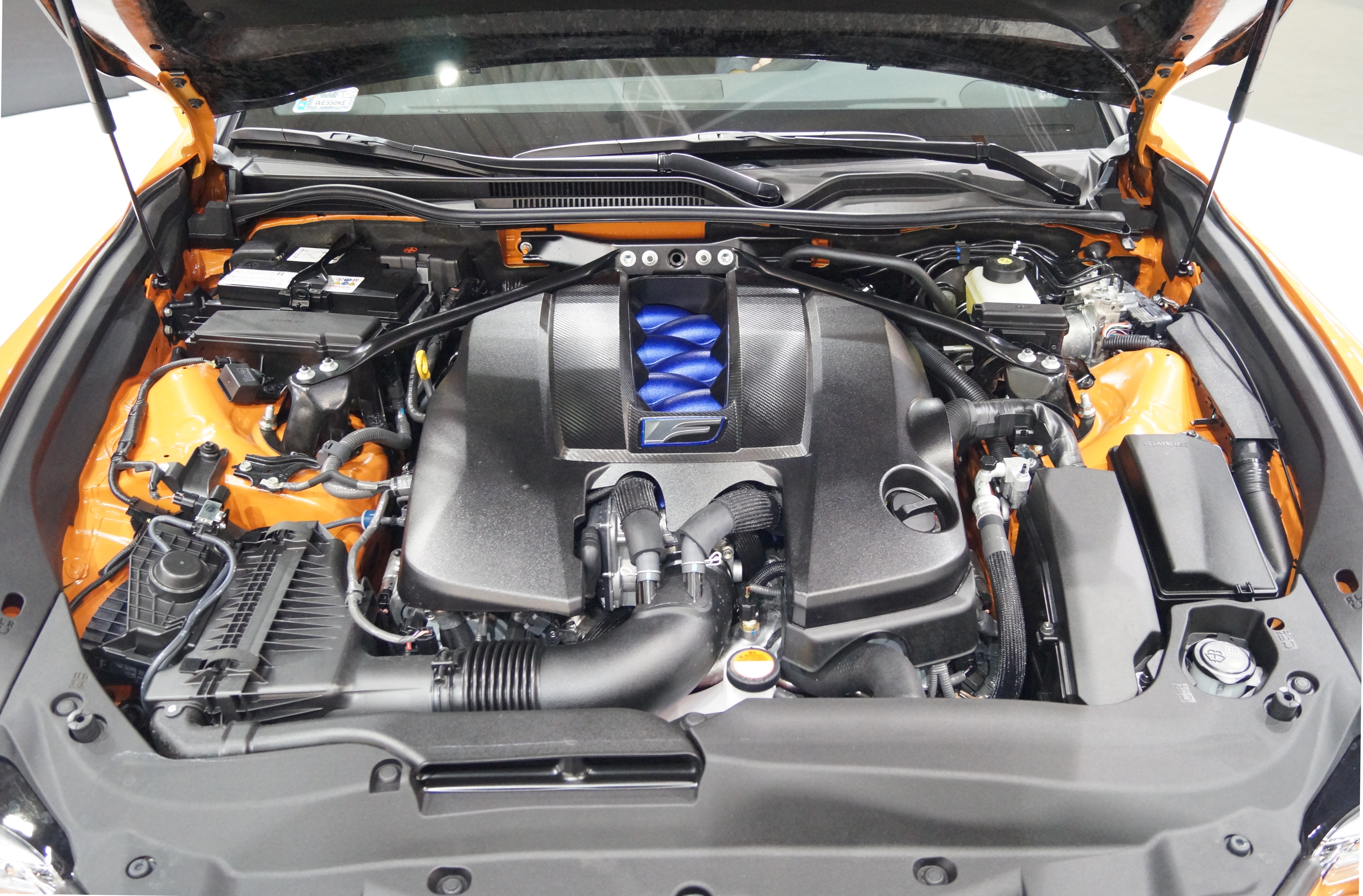
Silnik 5,0 V8 w Lexusie RC F (2015)

Samochód jest połączeniem stylistyki konceptów LF-LC i LF-CC. Powstał na płycie podłogowej modelu GS. Pojazd wyróżnia się ostrymi liniami i agresywnym wyglądem. Samochód wzorem gamy modelowej marki posiada charakterystyczną atrapę chłodnicy z charakterystycznymi światłami do jazdy dziennej w kształcie litery L wykonanymi w technologii LED.
Wnętrze pojazdu podobne do tego z trzeciej generacji Lexusa IS posiada 7-calowy ekran dotykowy oraz zlokalizowany między przednimi fotelami gładzik (touchpad) do obsługi systemu multimedialnego.
Lexus RC sprzedawany był w czterech wersjach silnikowych: RC 200t z turbodoładowanym, czterocylindrowym silnikiem rzędowym 2.0, RC 300h z napędem hybrydowym, RC 350 z 3,5-litrowym wolnossącym silnikiem V6 (poza Europą) oraz w wyczynowej wersji RC F.
Lexus RC na rynku polskim oferowany był w trzech wersjach wyposażenia: Elegance, F Sport oraz Prestige. Najbardziej charakterystyczną jest wersja F sport. Od dwóch pozostałych wyróżnia się bardziej sportową stylizacją zderzaków, innym wypełnieniem atrapy chłodnicy - w miejsce poziomych żeber pojawia się drobna siateczka - oraz obniżonym i twardszym zawieszenie. Lexusa RC w wersji F Sport nie należy jednak mylić ze sportową, znacznie droższą odmianą RC F.

## RC F Sport Black Edition
W 2018 roku na Salonie Samochodowym w Genewie Lexus zaprezentował model RC w specjalnej wersji F Sport Black Edition. Samochód jest dostępny wyłącznie z metalicznym lakierem Graphite Black, którego kolor jest inspirowany czernią sumi, tradycyjnego tuszu wykorzystywanego do kaligrafii. Wnętrze wykończono czarną skórą z pomarańczowymi przeszyciami i drewnem barwionym tuszem sumi. 

## RC F
W styczniu 2014 roku Lexus podczas targów motoryzacyjnych w Detroit zaprezentował model RC F. Auto prezentuje się agresywniej w porównaniu do zwykłego modelu RC. Pojazd otrzymał zadziorniejszy przedni zderzak, maskę z wlotem powietrza i otwory wentylacyjne w błotnikach oraz światła do jazdy dziennej wykonane w technologii LED umieszczone pod reflektorami. Z tyłu pojazdu umieszczono zderzak z czterema końcówkami układu wydechowego oraz wysuwany spojler, który unosi się przy prędkości powyżej 80 km/h i chowa gdy prędkość spadnie poniżej 40 km/h. Pod maską pojazdu znajdzie się 5,0 l silnik benzynowy w układzie V8 o mocy około 460 KM, który napędza tylną oś pojazdu poprzez ośmiobiegową automatyczną skrzynię biegów. Samochód przeszedł facelifting wraz z modelem RC, a jego rezultaty zaprezentowano na początku 2019 roku. Auto nie tylko otrzymało nową stylistkę - jest lżejsze, m.in. dzięki zastosowaniu wydrążonych półosi w miejscu pełnych, otrzymało ulepszone zawieszenie ze sztywniejszymi elementami i dysponuje systemem elektronicznej kontroli startu. 

### RC F Special Edition
Na salonie samochodowym w Genewie w 2018 roku z okazji 10-lecia serii F, Lexus zaprezentował model RC F w wersji Special Edition. Auto pokryto szarym, matowym lakierem Nebula i wyposażono w czarne, 19-calowe felgi.  Charakter limitowanej edycji podkreślają elementy w niebieskim kolorze - m.in. zaciski hamulców, koło kierownicy, pasy bezpieczeństwa i tapicerka przednich foteli. Samochód otrzymał również pakiet RC F Carbon, w skład którego wchodzą pokrywa silnika, dach i aktywny spojler wykonane z włókna węglowego. RC F Special Edition jest również wyposażony w mechanizm różnicowy Torque Vectoring Differential, a także pakiet Lexus Safety System +.

### RC F Track Edition
Na początku 2019 roku Lexus przedstawił bardziej sportową, limitowaną wersję modelu - RC F Track Edition, przygotowaną we współpracy z zespołami wyścigowymi startującymi w seriach Super GT i IMSA. Samochód ma dodatkowe elementy aerodynamiczne, w tym duży tylny spojler, jest o około 70-80 kg lżejszy niż poprzednia generacja modelu RC F m.in. dzięki szerokiemu zastosowaniu włókna węglowego, cechuje się również ulepszonym zawieszeniem, lepszymi hamulcami, mniejszą masą nieresorowaną i zmodyfikowanym układem dolotowym, który zwiększył osiągi silnika.

## Wersja wyścigowa
W roku 2014 na Genewskim Salonie Samochodowym przedstawiono opracowaną przez Lexus GAZOO Racing, sportowe ramię firmy, wyścigową wersję RC F GT3 z pięciolitrowym silnikiem V8 o mocy zwiększonej do 540 KM i masą obniżoną do 1249 kg. Taka konfiguracja sprawia, że auto przyspiesza od 0 do 100 km/h w 4,5 sekundy, a jego prędkość maksymalna wynosi 270 km/h i jest ograniczona elektronicznie. W sezonie 2017 Lexus wystawił po dwa egzemplarze w wyścigach organizowanych w USA i w Japonii - w serii IMSA WeatherTech SportsCar Championship auta zespołu 3GT Racing startują w kategorii GTD, a w japońskich wyścigach SUPER GT zespół LMcorsa w klasie GT300. W 2018 roku dwoma Lexusami RC F GT3 w serii Blancpain GT startuje zespół Emil Frey Lexus Racing. W maju ekipie udało się zająć trzecie miejsce na podium w czasie rywalizacji na brytyjskim Silverstone, a na początku czerwca zespół odniósł swoje pierwsze zwycięstwo w historii, w wyścigu na 1000 km na torze Paul Ricard. W sezonie 2019 Lexusem RC F GT3 w seriach Blancpain GT Series Endurance Cup oraz Blancpain GT World Challenge Europe startuje ekipa Tech 1 Racing and Paniz-Barthez Compétition.  

## Osiągnięcia sportowe
- 12-11-2016 – 2. miejsce w 3. rundzie mistrzostw GT500 (Team SARD - RC F - Heikki Kovalainen / Kohei Hirate)[18]
- 13-11-2016 – 1. i 2. miejsce w 8. rundzie GT500 (Team SARD - RC F - H. Kovalainen / K. Hirate, A. Caldarelli / K. Oshima)[18]
- 29.04.2017 – 1. miejsce Emil Frey Lexus Racing (RC F GT3) w wyścigu International GT Open na Autodromo do Estoril (Portugalia)[19]
- 27.05.2017 – 1. miejsce Emil Frey Lexus Racing (RC F GT3) w wyścigu International GT Open na Circuit de Spa-Francorchamps[20]
- 28.05.2017 – 1. miejsce Farnbacher Racing (RC F GT3) w wyścigu International GT Open na Circuit de Spa-Francorchamps[21]
- 28.05.2017 – 2. miejsce Gazoo Racing (RC 200t) w klasie SP3T w wyścigu 24 Hours of Nürburgring[22]
- 2.09.2017 – 1. miejsce Emil Frey Lexus Racing (RC F GT3) w wyścigu International GT Open na torze Silverstone[23]
- 29.10.2017 – 1. miejsce Emil Frey Lexus Racing (RC F GT3) w wyścigu International GT Open na torze w Barcelonie[24]

## Ciekawostki
- Duński szef kuchni Andreas Møller stworzył danie #SharpYetSmooth, inspirowane Lexusem RC po faceliftingu[25].
- W 2019 roku Lexus RC F wystąpił w filmie Men in Black International, jako pojazd głównych bohaterów[26].
- Model RC został ogłoszony najlepszym coupé w plebiscycie Car of the Year in Russia 2019[27].
- W 2019 roku zespół kierowcy driftingowego Ahmada Dahama opracował Lexusa RC F w wersji do driftu. Samochód otrzymał zmodyfikowany 5,7-litrowy silnik V8 3UR-FE znany z Lexusa LX[28]. W 2020 drifter pokazał nową odsłonę samochodu, tym razem z jednostką 3.0 R6 2JZ o mocy ponad 1 200 KM[29].